# فرودگاه کانتی یازو، میسیسیپی
فرودگاه کانتی یازو، میسیسیپی  (به انگلیسی: Yazoo County Airport)  یک فرودگاه    است که یک باند فرود آسفالت دارد. این فرودگاه در  کشور ایالات متحده آمریکا قرار دارد .